# Кубок Гуанабара
Кубок Гуанабара або Трофей Гуанабара (порт. Taça Guanabara) — футбольний клубний турнір, що організовується щорічно з 1965 року Футбольною федерацією штату Ріо-де-Жанейро. Це перший раунд Ліги Каріока, чемпіонату штату Ріо-де-Жанейро.
З 1982 року, за винятком 1994 і 1995 років, переможець Кубка Гуанабара грає з переможцем Трофею Ріо, щоб виявити чемпіона штату Ріо-де-Жанейро.
Найуспішніша команда Кубка Гуанабара — Фламенгу, вона вигравала турнір 24 рази.

## Формат
12 команд розділені на 2 групи з традиційними лідерами — «Ботафого», «Фламенгу», «Флуміненсе» і «Васко да Гама». Ці чотири команди по дві вирушають до груп.
Кожна команда грає в групі 5 ігор, після яких дві найкращі команди виходять до півфіналів. Перша команда першої групи грає з другою командою другої групи і навпаки в одному матчі. Переможці півфіналів грають у фінальній грі. Чемпіон турніру виходить у фінал чемпіонату Ріо-де-Жанейро, щоб там зустрітися з переможцем Трофею Ріо.

## Історія
У 1965 році була проведена перша сесія турніру. У той час турнір не був пов'язаний з чемпіонатом Ріо. Тільки в 1982 році турнір став першою стадією чемпіонату Каріока, але це вважають і окремим змаганням, з трофеєм, який вручають переможцю. Поточний формат був прийнятий, із змінами лише в 1994 і 1995 роках. 1994 року дванадцять команд були розділені, як і нині, на дві групи. Але команди грали не тільки між командами групи, а й між командами іншої групи, як в Трофеї Ріо, а переможці груп грали між собою. Фінал грався для визначення самого володаря Кубка, а у фінальний турнір Каріоки виходили переможці груп. 4 команди-переможці груп Кубка Гуанабара грали між собою за круговою системою, за чемпіонство у Лізі Каріока.
У 1995 році число команд збільшилось до 16-ти. Команди були розділені на дві групи по 8 клубів. Як і в 1994 році, команди грали перше коло проти команд своєї групи, а друге — проти команд іншої групи. Переможці груп грали у фіналі кубка Гуанабари. Найкращі 4 команди в кожній групі змагалися за право виграти чемпіонат Каріока.
У 1996 році старий формат був повернутий. У 1994 і 1996 роках Кубок Ріо не проводився.
«Фламенгу» у 1996 та 2011 роках, «Васко да Гама» у 1992 та 1998 роках та «Ботафого» у 2010 та 2013 роках виграли обидва раунди чемпіонату штату Ріо-де-Жанейро.

## Фінали
| Рік  | Переможець    | Фіналіст      |
| ---- | ------------- | ------------- |
| 2024 | Фламенгу      | Нова-Ігуасу   |
| 2023 | Флуміненсе    | Васко да Гама |
| 2022 | Флуміненсе    | Фламенгу      |
| 2021 | Фламенгу      | Волта-Редонда |
| 2020 | Фламенгу      | Боавіста      |
| 2019 | Васко да Гама | Флуміненсе    |
| 2018 | Фламенгу      | Боавіста      |
| 2017 | Флуміненсе    | Фламенгу      |
| 2016 | Васко да Гама | Флуміненсе    |
| 2015 | Ботафого      | Фламенгу      |
| 2014 | Фламенгу      | Флуміненсе    |
| 2013 | Ботафого      | Васко да Гама |
| 2012 | Флуміненсе    | Васко да Гама |
| 2011 | Фламенгу      | Боавіста      |
| 2010 | Ботафого      | Васко да Гама |
| 2009 | Ботафого      | Резенде       |
| 2008 | Фламенгу      | Ботафого      |
| 2007 | Фламенгу      | Мадурейра     |
| 2006 | Ботафого      | Америка РЖ    |
| 2005 | Волта-Редонда | Амерікано     |
| 2004 | Фламенгу      | Флуміненсе    |
| 2003 | Васко да Гама | Фламенгу      |
| 2002 | Амерікано     | Васко да Гама |
| 2001 | Фламенгу      | Флуміненсе    |
| 2000 | Васко да Гама | Ботафого      |
| 1999 | Фламенгу      | Васко да Гама |
| 1998 | Васко да Гама | Фламенгу      |
| 1997 | Ботафого      | Васко да Гама |
| 1996 | Фламенгу      | Васко да Гама |
| 1995 | Фламенгу      | Ботафого      |
| 1994 | Васко да Гама | Флуміненсе    |
| 1993 | Флуміненсе    | Васко да Гама |
| 1992 | Васко да Гама | Фламенгу      |
| 1991 | Флуміненсе    | Фламенгу      |
| 1990 | Васко да Гама | Ботафого      |
| 1989 | Фламенгу      | Ботафого      |
| 1988 | Фламенгу      | Ботафого      |
| 1987 | Васко да Гама | Флуміненсе    |
| 1986 | Васко да Гама | Фламенгу      |
| 1985 | Флуміненсе    | Васко да Гама |
| 1984 | Фламенгу      | Флуміненсе    |
| 1983 | Флуміненсе    | Америка РЖ    |
| 1982 | Фламенгу      | Васко да Гама |
| 1981 | Фламенгу      | Америка РЖ    |
| 1980 | Фламенгу      | Амерікано     |
| 1979 | Фламенгу      | Флуміненсе    |
| 1978 | Фламенгу      | Флуміненсе    |
| 1977 | Васко да Гама | Фламенгу      |
| 1976 | Васко да Гама | Фламенгу      |
| 1975 | Флуміненсе    | Америка РЖ    |
| 1974 | Америка РЖ    | Флуміненсе    |
| 1973 | Фламенгу      | Васко да Гама |
| 1972 | Фламенгу      | Флуміненсе    |
| 1971 | Флуміненсе    | Ботафого      |
| 1970 | Фламенгу      | Флуміненсе    |
| 1969 | Флуміненсе    | Ботафого      |
| 1968 | Ботафого      | Фламенгу      |
| 1967 | Ботафого      | Америка РЖ    |
| 1966 | Флуміненсе    | Фламенгу      |
| 1965 | Васко да Гама | Ботафого      |

## Статистика за клубом
- Фламенгу — 24
- Васко да Гама — 13
- Флуміненсе — 12
- Ботафого — 8
- Америка РЖ — 1
- Амерікано — 1
- Волта-Редонда — 1